# 시뮬레이션 게임

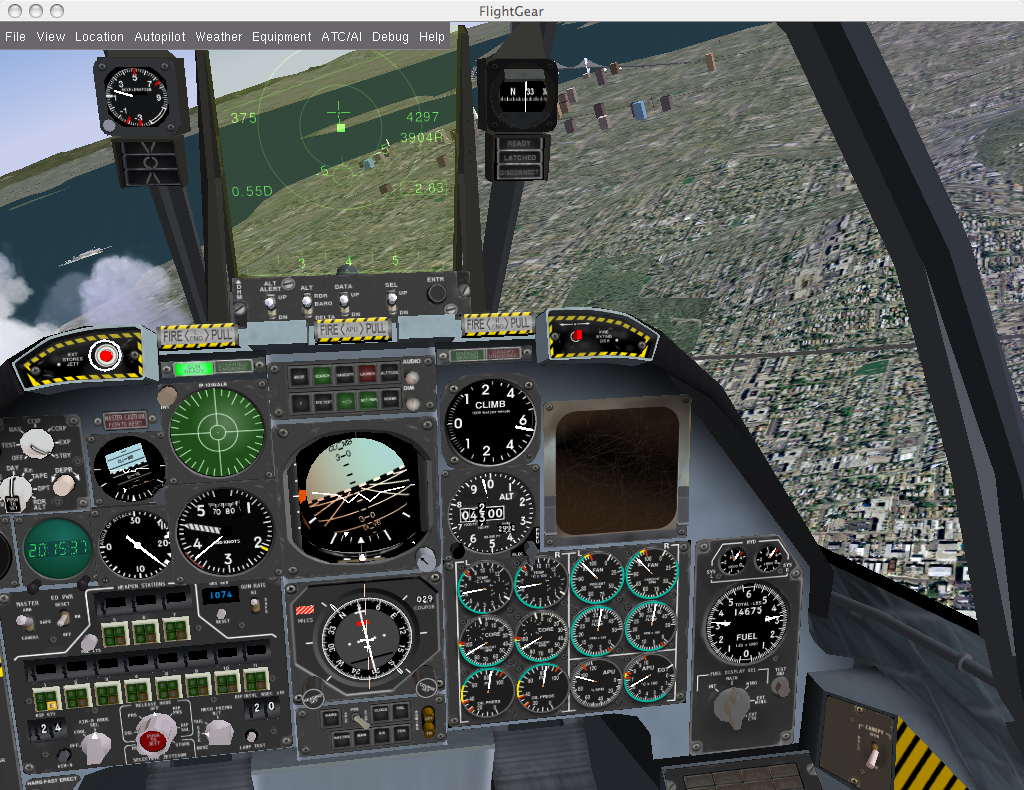

시뮬레이션 게임(simulation game)은 일반적으로 실제 세계의 활동을 밀접하게 시뮬레이션하도록 설계된 다양한 비디오 게임의 상위 범주이다. 시뮬레이션 게임은 훈련, 분석, 예측 또는 엔터테인먼트와 같은 다양한 목적을 위해 실제 생활의 다양한 활동을 게임 형태로 복사하려고 시도한다. 일반적으로 게임에는 엄격하게 정의된 목표가 없으며 플레이어는 캐릭터 또는 환경을 자유롭게 제어할 수 있다. 잘 알려진 예로는 워 게임, 비즈니스 게임, 롤플레잉 시뮬레이션 등이 있다. 전략적, 기획적, 학습적 운동의 세 가지 기본 유형(게임, 시뮬레이션, 사례 연구)에서, 사례 연구로 사용되는 시뮬레이션 게임을 포함하여 여러 하이브리드 유형을 고려할 수 있다. 시뮬레이션 게임의 장점과 다른 교수 기법의 장점을 비교하는 연구는 많은 연구자들에 의해 수행되었으며, 여러 포괄적인 검토가 발표되었다.

## 하위 장르

### 건설경영 시뮬레이션 게임
건설경영 시뮬레이션 (CMS)은 플레이어가 제한된 자원으로 가상의 커뮤니티나 프로젝트를 건설, 확장 또는 관리하는 시뮬레이션 게임의 일종이다. 전략 게임은 플레이어가 프로젝트를 확장하면서 자원을 관리해야 하므로 때때로 CMS 요소를 게임 경제에 통합하기도 한다. 순수 CMS 게임은 "플레이어의 목표는 적을 물리치는 것이 아니라 진행 중인 프로세스 내에서 무언가를 건설하는 것"이라는 점에서 전략 게임과 다르다. 이 범주의 게임은 때때로 "경영 게임"이라고도 불린다.

### 생활 시뮬레이션
생활 시뮬레이션 게임 (또는 인공생명 게임)은 플레이어가 하나 이상의 인공 생명체를 조작하거나 제어하는 시뮬레이션 비디오 게임의 하위 장르이다. 생활 시뮬레이션 게임은 "개인과 관계"를 중심으로 하거나 "생태계의 시뮬레이션"일 수 있다. 소셜 시뮬레이션 게임은 그 하위 장르 중 하나이다.

### 스포츠
일부 비디오 게임은 스포츠 경기를 시뮬레이션한다. 대부분의 스포츠는 단체 스포츠, 육상 및 극한 스포츠를 포함하여 비디오 게임으로 재현되었다. 일부 게임은 스포츠 경기 자체를 강조하는 반면(예: 매든 NFL 시리즈), 다른 게임은 전략과 조직을 강조한다(예: 풋볼 매니저). 아치 라이벌스와 같은 일부 게임은 코믹 효과를 위해 스포츠를 풍자하기도 한다. 이 장르는 비디오 게임 역사 전반에 걸쳐 인기를 끌었으며, 실제 스포츠와 마찬가지로 경쟁적이다. 여러 게임 시리즈는 실제 팀과 선수의 이름 및 특징을 담고 있으며, 실제 변화를 반영하기 위해 지속적으로 업데이트된다.

### 다른 유형

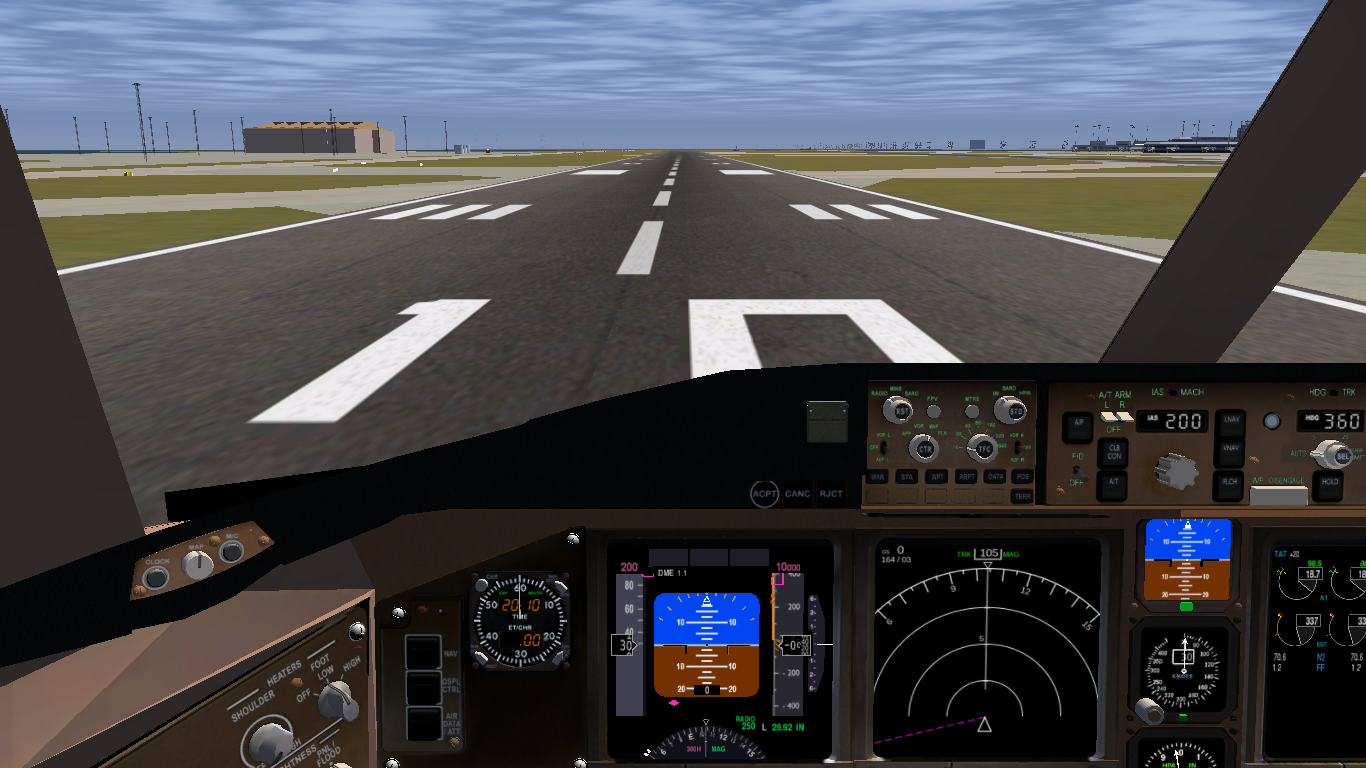
플라이트기어, 비행 시뮬레이션 비디오 게임

- 의료 시뮬레이션 게임에서 플레이어는 외과의 역할을 맡는다. 예시로는 트라우마 센터 및 라이프사인즈 시리즈가 있다.
- 사진 시뮬레이션 게임에서 플레이어는 동물이나 사람의 사진을 찍는다. 여기에는 포켓몬 스냅 및 아프리카와 같은 게임이 포함된다.
- 경찰 시뮬레이션 게임에서 플레이어는 법집행 역할을 맡는다. 예시로는 LCPDFR 및 LSPDFR 및 FiveM의 Cops and Robbers V 서버가 있다.
- 군사 시뮬레이션 게임은 판타지나 공상 과학 환경을 배경으로 한 다른 워 게임보다 높은 현실감을 가진 워게임이다. 이들은 전술적 또는 전략적 수준에서 실제 전쟁을 시뮬레이션하려고 시도한다.[11]
  - 인텔리전스 게이밍의 지오커맨더(GeoCommander)와 같은 일부 시뮬레이터는 미군이 새로운 장교들이 현장에서 지휘하기 전에 게임 환경에서 상황을 처리하는 방법을 배우는 데 도움이 되도록 설계되었다.[12]
  - 특정 전술 슈팅 게임은 다른 슈팅 게임보다 높은 현실감을 가지고 있다. 때때로 "군인 시뮬레이션"이라고 불리는 이 게임들은 전투에 참여하는 느낌을 시뮬레이션하려고 시도한다. 여기에는 아르마와 같은 게임이 포함된다.

- 차량 시뮬레이션 게임
  - 비행 시뮬레이터, 아마추어 비행 시뮬레이터, 전투 비행 시뮬레이터 및 우주 비행 시뮬레이터 포함
  - 레이싱 비디오 게임, 심 레이싱 포함
  - 잠수함 시뮬레이터 게임
  - 열차 시뮬레이터 게임
  - 트럭 시뮬레이터 게임
- 이머시브 심은 일반적으로 일관된 생활 세계를 시뮬레이션하며 1인칭 시점으로 플레이되며, 플레이어가 여러 가지 방식으로 목표를 완료하는 데 사용할 수 있는 수많은 게임 플레이 시스템 요소를 포함하여 플레이어의 주도성과 창발적 게임플레이를 제공한다.[13][14]
- 블루칼라 직업을 게임 설정에서 사실적이고 초현실적으로 표현하는 "블루칼라" 게임. 여기에는 비행, 열차, 트럭 시뮬레이터 게임, TheHunter 시리즈와 같은 사냥 게임, House Flipper 또는 PowerWash Simulator와 같은 다른 직업 시뮬레이션 게임, 오버쿡드와 같은 이러한 유형의 직업을 테마로 한 게임이 포함될 수 있다.[11]
- 블랙잭 및 포커 (비디오 포커 포함)를 시뮬레이션하는 디지털 카드 게임.
- 기계적 또는 기타 실제 게임을 시뮬레이션하도록 설계된 비디오 게임. 여기에는 핀볼 게임 및 슬롯 머신, 파친코, 룰렛과 같은 카지노 게임 시뮬레이션이 포함될 수 있다.

## 교육에서의 시뮬레이션 게임
시뮬레이션 게임은 학습을 직접적인 경험으로 만들기 때문에, 개념이나 아이디어(예: 차별, 문화, 계층, 규범)를 단순히 읽거나 토론하는 것보다 더 많은 참여를 요구하므로, 기존의 교수 방식과 관련된 지루함을 덜어줄 수 있다. 학생들은 이러한 경험을 실제로 "생활"함으로써 경험하게 된다. 따라서 시뮬레이션 게임의 사용은 학생들의 학습 동기와 흥미를 증가시킬 수 있다.
시뮬레이션 게임은 다른 사람들의 도덕적, 지적 특이성처럼 세상이 어떻게 보이는지에 대한 통찰력을 높여줄 수 있다. 또한 다른 사람들에 대한 공감을 높이고, 플레이어가 자신의 선택에 따른 도덕적, 윤리적 함의를 볼 수 있도록 함으로써 개인 및 대인 관계 가치에 대한 인식을 발전시키는 데 도움이 될 수 있다. 따라서 시뮬레이션 게임은 자신, 환경 및 교실 학습에 대한 학생들의 태도를 변화시키고 개선하는 데 사용될 수 있다.
많은 게임은 의사결정, 문제 해결 및 비판적 사고 (예: 설문 조사 샘플링, 지각 및 커뮤니케이션과 관련된 기술)의 특정 기술을 변경하고 개발하도록 설계되었다.

## 역사
메이블 에디스가 고대 수메르 도시 국가 라가시를 바탕으로 설계한 텍스트 기반 초기의 메인프레임 게임인 더 수메리안 게임 (1964)은 최초의 경제 시뮬레이션 게임이었다. 1968년, 코넬 대학교는 로버트 체이스 교수와 그의 학생들이 개발한 여러 시뮬레이션 게임에 자금을 지원했다. 여기에는 코넬 호텔 관리 시뮬레이션 연습과 코넬 레스토랑 관리 시뮬레이션 연습이 포함되었다. 특히 레스토랑 게임은 경쟁적인 플레이를 특징으로 했으며, 팀들이 경쟁 레스토랑을 관리했다. 이 게임들은 당시 관련 산업의 주목을 받았고, 1969년 미국 호텔 및 모텔 협회와 미국 클럽 매니저 협회의 전국 대회에서 플레이할 수 있도록 제공되었다.
다니엘 번튼 베리의 또 다른 초기 경제 시뮬레이션 게임인 M.U.L.E.는 1983년에 출시되었다.
1980년대에는 아케이드 비디오 게임에 유압식 모션 시뮬레이터 아케이드 캐비닛을 사용하는 것이 유행이었다. 이러한 유행은 세가의 "타이칸" 게임에 의해 시작되었는데, "타이칸"은 일본어로 "신체 감각"을 의미한다. 세가의 첫 모션 시뮬레이터 캐비닛 사용 게임은 스크린이 화면상의 동작과 동기화되어 움직이는 조종석 캐비닛을 가진 우주 전투 시뮬레이터인 스페이스 택틱스(1981)였다. "타이칸" 유행은 나중에 스즈키 유의 세가 팀 (후에 세가 AM2로 알려짐)이 플레이어가 게임 내 동작을 제어하기 위해 오토바이 복제본에 앉아 움직이는 레이싱 비디오 게임인 행온 (1985)을 개발하면서 시작되었다. 스즈키의 세가 팀은 스페이스 해리어 (1985)와 같은 레일 슈터, 아웃런 (1986)과 같은 레이싱 게임, 전투 비행 시뮬레이터인 애프터 버너 (1987) 및 G-LOC: 에어 배틀 (1990)에 유압 모션 시뮬레이터 조종석 캐비닛을 뒤이어 출시했다. 아케이드에서 가장 정교한 모션 시뮬레이터 캐비닛 중 하나는 항공기의 360도 전체 회전을 시뮬레이션한 세가의 R360 (1990)이었다. 세가는 2010년대까지 아케이드 게임을 위한 모션 시뮬레이터 캐비닛을 계속 제조하고 있다.
1980년대 중반, 코드마스터즈와 올리버 트윈스는 BMX 시뮬레이터 (1986), 그랑프리 시뮬레이터 (1986), 프로 복싱 시뮬레이터 (1988) 등 제목에 "시뮬레이터"가 들어간 여러 게임을 출시했다. 코드마스터즈의 리처드와 데이비드 달링은 축구와 BMX 레이싱과 같은 실제 스포츠를 기반으로 하여 기존 인기가 높았던 콘서트마스터의 베스트셀러 게임에서 영감을 받았다. 확립된 "시뮬레이터" 클리셰를 패러디하여, 유어 싱클레어는 1988년에 어드밴스드 론모워 시뮬레이터라는 게임을 출시했다.
도시 건설 시뮬레이션 하위 장르의 도입은 윌 라이트 개발자가 심시티를 1989년에 출시하면서 밀접하게 관련되어 있다. 그러나 1984년 콜레코비전 타이틀 포춘 빌더를 포함한 이전의 도시 건설 타이틀도 출시된 바 있다. 윌 라이트의 회사 맥시스에서 나중에 출시한 심라이프 및 심어스를 포함한 게임들은 유전학 및 글로벌 생태계의 재현을 포함하여 더 넓은 범위의 세계를 시뮬레이션했다.
심시티 2000을 플레이한 청소년들을 대상으로 한 연구에 따르면, 게임을 플레이한 학생들이 정부 공무원에 대한 더 큰 이해와 기대를 갖게 된 것으로 나타났다.

## 같이 보기
- 시리어스 게임
- 모의실험 가설
- 시뮬레이션
- 테이블 게임